# Секунова, Ольга Николаевна
Ольга Николаевна Секуно́ва — инженер, конструктор компрессоров.

## Биография
В 1928 году окончила Ленинградский политехнический институт. В 1930-е годы руководитель компрессорного сектора Гипроазотмаша. Затем по приглашению Н. А. Доллежаля перешла на работу в НИИхиммаш.
С сентября 1942 года начальник лаборатории компрессорных машин в Свердловском НИИхиммаше. В 1944 перевелась в Московский НИИхиммаш на ту же должность.
В ноябре 1945 года откомандирована в Ленинград в распоряжение треста «Ленгазаппаратура».
С декабря 1946 года зав. лабораторией компрессорных машин Ленинградского филиала НИИхиммаша (НИИХМ).
Сочинения:
- Секунова О. Н. О работе сальника поршневого компрессора // Сб. НИИхиммаша, № 22. — М., 1958. — с. 33—64.
- статья «Поршневые компрессоры» для энциклопедического справочника «Машиностроение».

## Награды и премии
- Сталинская премия второй степени (1952) — за разработку конструкции и освоение производства мощных компрессоров высокого давления